# Educazione nell'antica Grecia

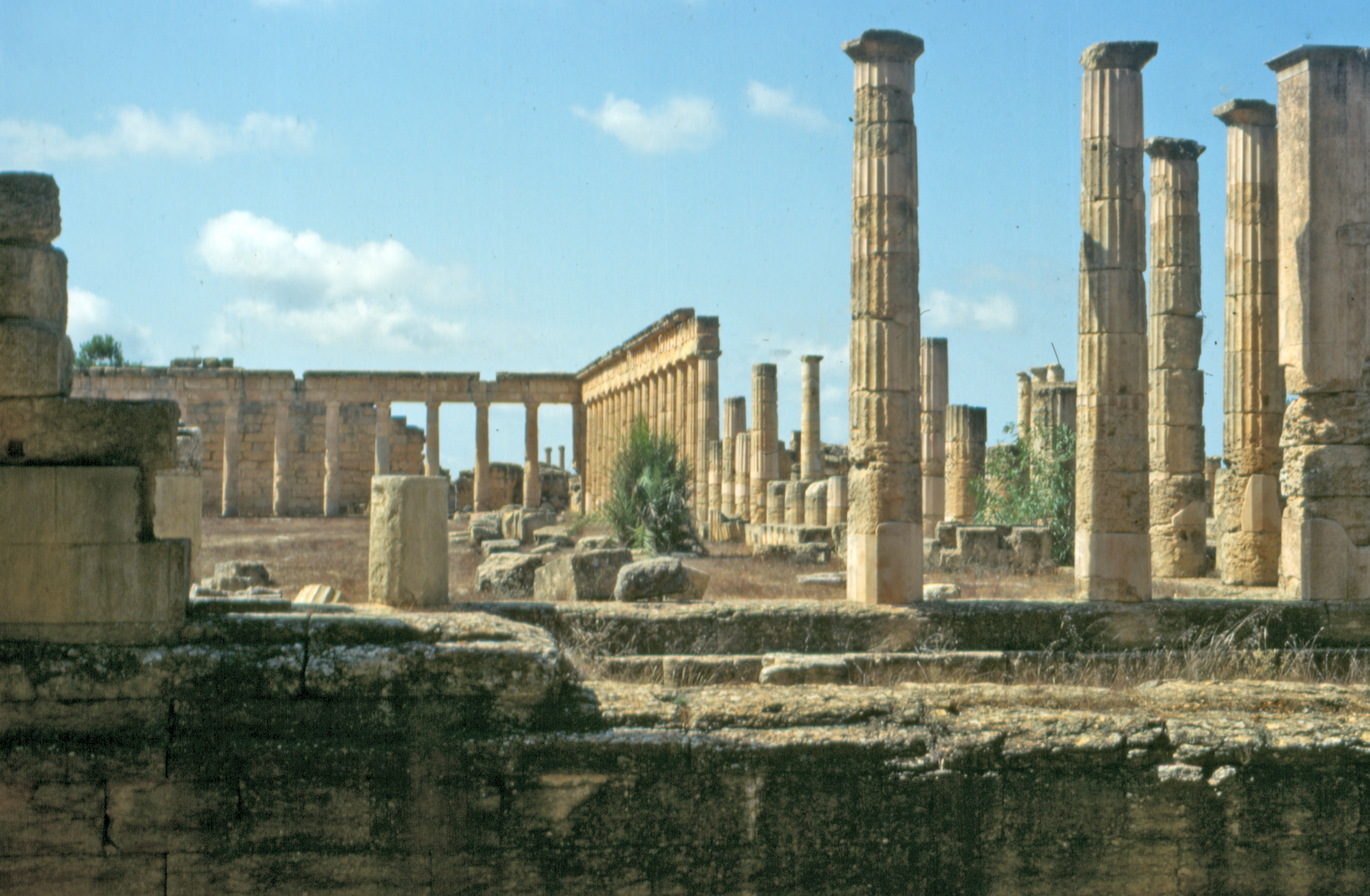
Libia, Cirene, Ginnasio

Dalle sue origini risalenti alla tradizione omerica ed aristocratica, l'educazione nell'antica Grecia è stata di gran lunga "democratizzata" nel V secolo a.C., sotto l'influsso dei sofisti, di Platone e di Isocrate, ma sempre ispirata al modello della paideia mirante ad uno sviluppo etico e spirituale dei cittadini, in grado di guidare il loro inserimento armonico nella società della polis.
Nel periodo ellenistico l'educazione in un ginnasio era considerata essenziale per la partecipazione alla cultura dell'epoca.
C'erano due forme di istruzione nell'antica Grecia: formale e informale. L'educazione formale veniva raggiunta attraverso la frequentazione di una scuola pubblica o attraverso un tutore a pagamento. L'educazione informale veniva fornita da un insegnante non pagato, e si verificava in un contesto non pubblico. L'istruzione era una componente essenziale dell'identità di una persona, e il tipo di educazione che una persona aveva ricevuto era basato fortemente sulla propria classe sociale, sulla cultura della propria polis, e sul parere su ciò che la propria cultura avrebbe dovuto comprendere.
L'educazione formale era soprattutto per gli uomini, ed era in generale non offerta ad operai, schiavi e donne.  In alcune poleis, vennero approvate delle leggi che proibivano l'educazione degli schiavi.  Una ragazza avrebbe ricevuto un'educazione informale da sua madre che le avrebbe insegnato come mantenere una famiglia, al servizio di suo padre e, più tardi nella vita, di suo marito. Gli Spartani insegnavano anche musica e danza, ma con lo scopo di valorizzare la loro manovrabilità come soldati in battaglia.

## Sistema ateniese
Ad Atene l'ideale della paideia portò ad enfatizzare le virtù del cittadino tramite le quali approdare a quella realizzazione e perfezionamento di sé conosciute come kalokagathia (propriamente «bellezza e bontà»), fatta cioè di qualità sia esteriori che interiori.

### Elementari
Nei loro primi anni di vita, i bambini ateniesi ricevevano a casa una loro prima educazione, a volte sotto la guida di un maestro o di un pedagogo. Veniva insegnata la morale di base, fino a quando iniziavano l'istruzione elementare a circa sette anni di età. I bambini venivano istruiti a leggere e scrivere, a contare e a disegnare. Iniziavano con l'imparare le lettere e poi le sillabe, seguite da parole e frasi. Allo stesso tempo veniva insegnata la lettura e la scrittura. Gli studenti scrivevano con uno stilo, con cui incidevano dei segni su una tavoletta coperta di cera. Quando i bambini erano pronti per cominciare a leggere le opere intere, si dedicavano spesso ad imparare a memoria delle poesie e alla recitazione. La scuola elementare era l'unica formazione a disposizione per la maggior parte delle persone, soprattutto i più poveri. I bambini appartenenti alle classi sociali elevate avrebbero ricevuto un'istruzione elementare formale, in quanto i loro genitori sarebbero stati in grado di permettersi di assumere un tutore o di mandarli ad una scuola pubblica. Ai bambini provenienti da famiglie povere, tuttavia, veniva offerta soltanto l'educazione informale, e la misura del loro sapere era direttamente collegata alle conoscenze dei loro genitori. Oltre ad avere i soldi per pagare un'educazione formale, i membri della classe inferiore più probabilmente avevano bisogno del servizio dei loro figli a casa solo per essere in grado di permettersi il cibo e altre necessità di base.

### Gymnasium
Avere un corpo fisicamente in forma era estremamente importante per i greci. I ragazzi greci cominciavano l'educazione fisica durante o appena dopo l'inizio della loro istruzione elementare. All'inizio avrebbero imparato, da un insegnante privato, noto come paidotribe. Successivamente avrebbero cominciato la formazione presso il Gymnasium.  L'allenamento fisico era visto come necessario per migliorare il proprio aspetto, la preparazione per la guerra e la buona salute in età avanzata.  Tradizionalmente, la frequenza dalla palestra completava la maggior parte della formazione post-elementare ad Atene. Fino a circa 420 a.C. l'istruzione secondaria non era importante e lo fu dopo la polemica sorta tra le visioni tradizionali e moderne dell'istruzione. Coloro i quali sostenevano la visione tradizionale credevano che l'aumento "intellettuale" avrebbe distrutto la cultura ateniese e lasciato Atene in svantaggio nella guerra. D'altra parte, quelli con una visione più moderna dicevano che mentre la forza fisica era importante, sarebbe inevitabilmente diminuita nel tempo  e che l'istruzione doveva essere usata per sviluppare tutto l'uomo, e quindi anche la sua mente.

### Secondaria
Dopo aver compiuto i quattordici anni, i ragazzi provenienti da famiglie benestanti avevano la possibilità di frequentare la scuola secondaria. Una scuola superiore poteva essere di tipo permanente o costituita da insegnanti viaggianti come i sofisti o altri filosofi, tra cui Zenone di Elea e Anassagora di Clazomene. L'istruzione secondaria comprendeva materie come le scienze naturali (biologia e chimica), la retorica (l'arte di parlare o scrivere in modo efficace), la geometria, l'astronomia e la meteorologia. L'insegnamento di queste materie divenne molto apprezzato all'interno della società ateniese, perché gli ateniesi credevano che l'educazione intellettuale fosse una componente fondamentale dell'identità della persona e che costituisse parte significativa della sua reputazione. Lo studio accademico poteva aiutare un individuo a ottenere il rispetto dei suoi pari. Con questo proposito, politici come Temistocle, Pericle e Alcibiade furono in grado di influenzare gli sforzi politici e militari perseguiti da Atene.

### Post-secondaria
I ragazzi potevano proseguire gli studi dopo la scuola secondaria, ottenendo una formazione efebica. Potevano presentare una petizione a diventare un efebo, all'età di diciotto anni. Nel V secolo a.C., la formazione efebica iniziava come un'educazione militare, seguita da due anni di servizio militare. In seguito, però, venne incluso un corso di studi accademici più avanzato.

### Altro
Come accennato in precedenza, i bambini di famiglie povere non erano in grado di ricevere un'educazione formale. Questi bambini, tuttavia, non erano del tutto dimenticati. Solone, un politico ateniese che visse durante La fine del VII e la metà VI secolo a.C., fece molto per riformare la sua polis e incoraggiò i padri dei bambini poveri ad offrire ai loro figli una formazione professionale. Insegnando a questi bambini un mestiere, sarebbero potuti diventare membri produttivi della società ateniese.
Anche la musica e la danza erano considerate molto importanti ad Atene. Durante le numerose fasi della formazione di un individuo, questi veniva incoraggiato a praticare la danza, il canto e il suono degli strumenti. Fra gli strumenti comuni utilizzati ad Atene vi erano l'arpa, il flauto e la cetra. Avanzando nella danza, nel canto e nel suono degli strumenti, un ateniese avrebbe aiutato a continuare le tradizioni della sua società.

## Sistema spartano

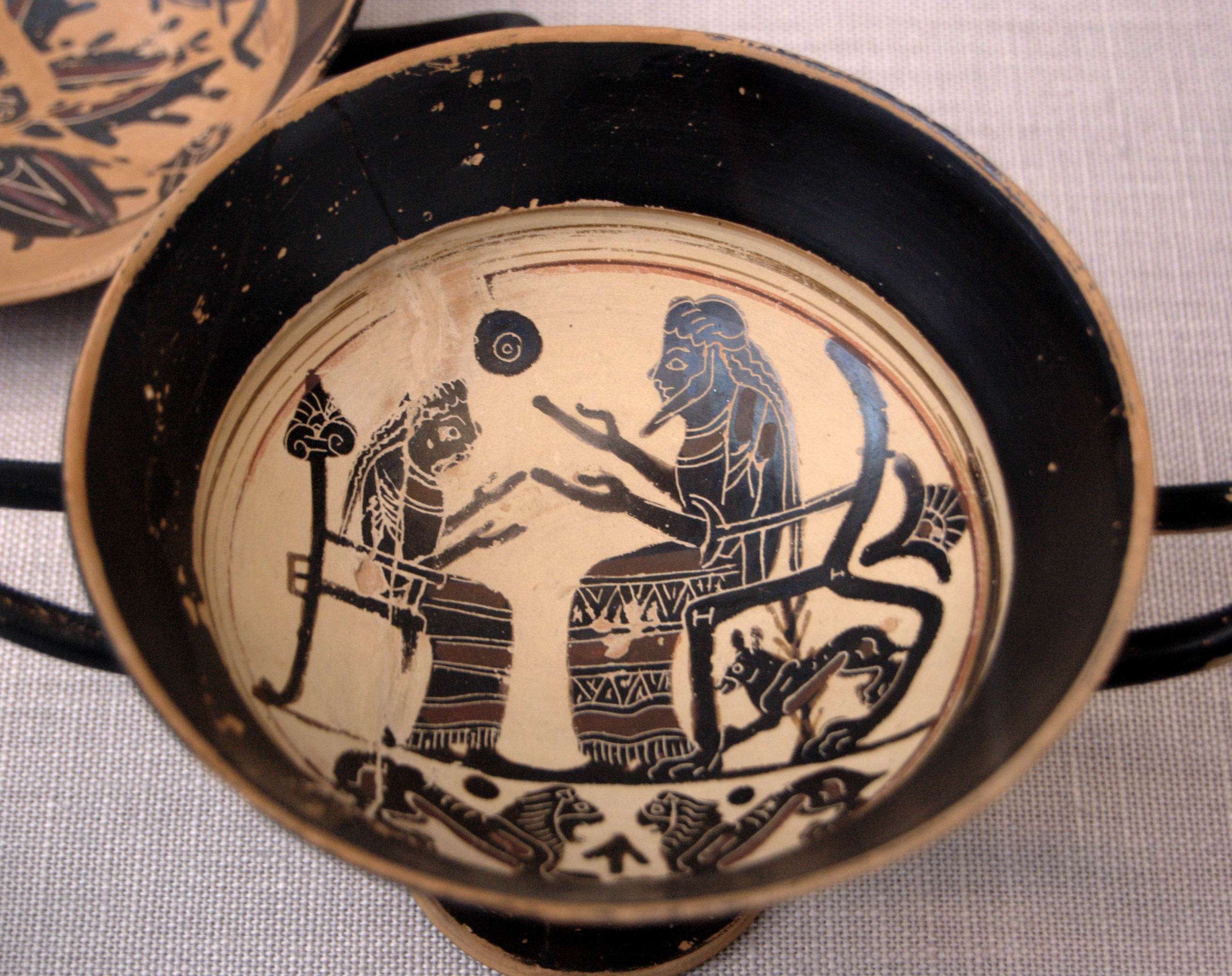
Due figure, forse un maestro e un suo discepolo su un vaso spartano (Staatliche Antikensammlungen a Monaco di Baviera)

La società spartana desiderava che tutti i cittadini maschi diventassero dei soldati di successo con la resistenza e la capacità di difendere le loro polis come membri di una falange spartana. C'è un equivoco sul fatto che gli Spartani uccidessero i bambini deboli: era una credenza diffusa da Plutarco, storico greco, che evidentemente aveva ottenuto informazioni errate. Dopo un accurato esame, il Consiglio dichiarava che il bambino era degno di vivere o lo rifiutava condannandolo a una morte per abbandono.

### Agoghé
Il predominio militare era di estrema importanza per gli Spartani dell'antica Grecia. In risposta a ciò essi strutturarono il loro sistema educativo come forma estrema di campo di addestramento militare, che veniva indicato come agoghé. La ricerca della conoscenza intellettuale veniva vista come banale, e quindi l'apprendimento accademico, come la lettura e la scrittura, era ridotto al minimo. La vita di un ragazzo Spartano era dedicata quasi interamente alla sua scuola, e questa aveva un solo scopo: produrre uno Spartano quasi indistruttibile.
L'educazione formale per un maschio Spartano iniziava a circa sette anni quando lo stato toglieva il ragazzo dalla custodia dei suoi genitori e lo mandava a vivere in una caserma con molti altri ragazzi della sua età. A tutti gli effetti, la caserma era la sua nuova casa, e gli altri maschi che vivevano nelle caserme la sua famiglia. Per i successivi cinque anni, fino a circa dodici anni, i ragazzi avrebbero mangiato, dormito e si sarebbero formati all'interno della loro caserma ricevendo istruzione da un cittadino maschio adulto che aveva completato tutto il suo addestramento militare ed era stato in battaglia acquisendo esperienza.
L'istruttore imponeva la disciplina e l'esercizio fisico e faceva in modo che i suoi allievi ricevessero poco cibo e abbigliamento minimo, nel tentativo di costringerli ad imparare a provvedere al loro sostentamento, rubando o sopportando la fame estrema, competenze necessarie nel corso di una guerra. Quei ragazzi sopravvissuti alla prima fase della formazione entravano in una fase secondaria in cui le punizioni diventavano più severe e la formazione fisica e la partecipazione agli sport erano continui, al fine di costruire la forza e la resistenza.  Durante questa fase, che durava fino a quando i maschi avevano circa diciotto anni, veniva incoraggiato il combattimento all'interno dell'unità, venivano eseguite finte battaglie, lodati atti di coraggio, e i segni di codardia e di disobbedienza severamente puniti.
Durante le finte battaglie, i giovani venivano inquadrati in falangi per imparare a manovrare come se fossero un'unica entità e non un gruppo di individui. Per essere più efficienti ed efficaci durante le manovre, gli allievi ricevevano una formazione di danza e musica, perché questo avrebbe aumentato la loro capacità di muoversi con grazia come un'unità. Verso la fine di questa fase di agoghé, gli allievi erano tenuti a dare la caccia e a uccidere un ilota, uno schiavo greco. Se catturato, l'allievo sarebbe stato condannato e punito, non per aver commesso un omicidio, ma per la sua incapacità di completare l'omicidio senza essere scoperto.

### Efebia
Gli allievi che si erano diplomati alla agoghé all'età di diciotto anni, ricevevano il titolo di efebo. Quando diventava un efebo, il maschio doveva fare un pegno rigoroso e di completa fedeltà a Sparta e si sarebbe unito a un organismo privato per continuare la formazione in cui avrebbe migliorato la ginnastica, la caccia e le esercitazioni per le future battaglie con armi reali. Dopo due anni, all'età di vent'anni, questa formazione era terminata e gli uomini ora adulti erano ufficialmente considerati come soldati spartani.

### Educazione delle donne
Le donne spartane, a differenza delle loro omologhe ateniesi, ricevevano un'educazione formale supervisionata e controllata dallo Stato.  Gran parte dell'istruzione pubblica ricevuta dalle donne spartane ruotava intorno all'educazione fisica. Fino a circa l'età di diciotto anni veniva loro insegnato a correre, combattere, lanciare un disco, e anche un giavellotto.  Le competenze delle giovani venivano testate regolarmente in competizioni come l'annuale corsa a piedi, i giochi erei di Elis  Oltre all'educazione fisica, alle giovani ragazze veniva insegnato a cantare, ballare e suonare strumenti spesso da poeti viaggianti come Alcmane o dalle donne anziane della polis.  Il sistema educativo spartano per le femmine era molto severo, perché il suo scopo era quello di formare future madri di soldati, al fine di mantenere la forza delle falangi di Sparta, che erano indispensabili per la difesa e la cultura spartana.